# Belize i olympiska sommarspelen 1984
Belize deltog i de olympiska sommarspelen 1984 med en trupp, men ingen av landets deltagare erövrade någon medalj.

## Cykling
Herrarnas linjelopp
- Joslyn Chavarria — fullföljde inte (→ ingen placering)
- Warren Coye — fullföljde inte (→ ingen placering)
- Lindford Gillett — fullföljde inte (→ ingen placering)
- Wernell Reneau — fullföljde inte (→ ingen placering)

## Friidrott
Herrarnas 200 meter
- Damil Flowers — 21,72 (→ gick inte vidare, 49:e plats)

Herrarnas 400 meter
- Phillip Pipersburg
  - Heat — 48,04 (→ gick inte vidare)

Herrarnas 5 000 meter
- Eugène Muslar
  - Heat — 15:05,78 (→ gick inte vidare)